# Amor (sång)
"Amor" är en spanskspråkig populärmusiksång skriven av Gabriel Ruiz och Ricardo López Méndez som först blev publicerad 1943.
Sången fick engelsk text av Sunny Skylar och Bing Crosby samt Andy Russel stod för de två bäst säljande utgåvorna i USA. Även Frank Sinatra spelade in en version av låten.
Ben E. King spelade in en version av låten på sitt album Spanish Harlem 1961.
År 1982 spelade Julio Iglesias in en version av låten på albumet Momentos med den ursprungliga spanska texten. Han har även spelat in versioner av låten, både där han blandar en annan engelsk text än Skylars i refrängerna med den spanska texten i verserna på albumet Julio från 1983.
Dansbandet Ingmar Nordströms spelade in en svensk version av låten på Saxparty 10 år 1983, inspirerad av det arrangemang som Julio Iglesias använde men där bleckblåset bytts ut mot Nordströms karaktäristiska saxofonsound.